# Denise van Outen
 (juin 2023).
La mise en forme du texte ne suit pas les recommandations de Wikipédia : il faut le « wikifier ».
Les points d'amélioration suivants sont les cas les plus fréquents. Le détail des points à revoir est peut-être précisé sur la page de discussion.
- Les titres sont pré-formatés par le logiciel. Ils ne sont ni en capitales, ni en gras.
- Le texte ne doit pas être écrit en capitales (les noms de famille non plus), ni en gras, ni en italique, ni en « petit »…
- Le gras n'est utilisé que pour surligner le titre de l'article dans l'introduction, une seule fois.
- L'italique est rarement utilisé : mots en langue étrangère, titres d'œuvres, noms de bateaux, etc.
- Les citations ne sont pas en italique mais en corps de texte normal. Elles sont entourées par des guillemets français : « et ».
- Les listes à puces sont à éviter, des paragraphes rédigés étant largement préférés. Les tableaux sont à réserver à la présentation de données structurées (résultats, etc.).
- Les appels de note de bas de page (petits chiffres en exposant, introduits par l'outil «  Source ») sont à placer entre la fin de phrase et le point final[comme ça].
- Les liens internes (vers d'autres articles de Wikipédia) sont à choisir avec parcimonie. Créez des liens vers des articles approfondissant le sujet. Les termes génériques sans rapport avec le sujet sont à éviter, ainsi que les répétitions de liens vers un même terme.
- Les liens externes sont à placer uniquement dans une section « Liens externes », à la fin de l'article. Ces liens sont à choisir avec parcimonie suivant les règles définies. Si un lien sert de source à l'article, son insertion dans le texte est à faire par les notes de bas de page.
- La présentation des références doit suivre les conventions bibliographiques. Il est recommandé d'utiliser les modèles {{Ouvrage}}, {{Chapitre}}, {{Article}}, {{Lien web}} et/ou {{Bibliographie}}. Le mode d'édition visuel peut mettre en forme automatiquement les références.
- Insérer une infobox (cadre d'informations à droite) n'est pas obligatoire pour parachever la mise en page.

Pour une aide détaillée, merci de consulter Aide:Wikification.
Si vous pensez que ces points ont été résolus, vous pouvez retirer ce bandeau et améliorer la mise en forme d'un autre article.
Denise van Outen, née le 27 mai 1974 à Basildon en Angleterre, est une actrice, chanteuse, danseuse et présentatrice anglaise. Elle présente The Big Breakfast, joue Roxie Hart dans la comédie musicale Chicago à la fois dans le West End et à Broadway et termine deuxième de la dixième série de l'émission de danse BBC One Strictly Come Dancing.

## Biographie
Née Denise Kathleen Outen à Basildon, Essex, en Angleterre. Elle prétend que ses ancêtres "sont tous hollandais", raison pour laquelle elle a ajouté « van » à son nom. À l'âge de sept ans, elle commence à réaliser des modèles de tricot et montre un talent précoce pour la performance. Cela l'amène à fréquenter la Sylvia Young Theatre School. En 1986, elle joue Éponine dans Les Misérables (le rôle paye ses frais de scolarité ), la production dirigée par Anthony Newley de Stop the World - I Want to Get Off et A Midsummer Night's Dream avec le Royal Shakespeare Company.

## Carrière
Adolescente, van Outen a des petits rôles dans un certain nombre de drames télévisés ; ceux-ci comprenaient Kappatoo (en) et The Bill. En 1992, elle apparaît dans une publicité Drinking and Driving Wrecks Lives. Elle chante avec Melanie Blatt pour le groupe Dreadzone. Au milieu des années 1990, elle chante avec l'ancienne chanteuse de bandes sonores de jeux vidéo Cathy Warwick dans un groupe de filles appelé These2Girls, date à laquelle elle prend le nom Denise van Outen. These2Girls signe avec le label Final Vinyl de BMG et rentrer dans le Top 40 en 1995, avec une chanson intitulée All I Want.

## Vie privée
De 1998 à 2001, elle est en couple avec le chanteur de Jamiroquai, Jay Kay. Le couple se fiance mais se sépare en 2001.
De 2009 à 2015, elle est mariée au gagnant de Any Dream Will Do, Lee Mead. Ils ont une fille. À partir de juillet 2014, elle est en couple avec le négociant en matières premières Eddie Boxshall, ils vivent ensemble à Chelmsford ; cette relation prend fin en janvier 2022.